# John Dahlbäck
John Dahlbäck (Estocolmo; 13 de octubre de 1985) es un DJ, remezclador y productor discográfico sueco de música house. A lo largo de su carrera ha lanzado cinco álbumes y utiliza una variedad de nombres artísticos. Perteneció al trío de disc-jockeys Brohug y también ha colaborado con su primo Jesper Dahlbäck en proyectos musicales de dúo bajo el nombre de Hugg & Pepp y Pepp & Kaliber.

## Biografía
John Dahlback nació en 1985 en un pequeño pueblo no muy lejos de Estocolmo. Como toda su familia tenía alguna relación con la música, no fue sorpresa que John comenzara también.
Su primer demo lo saco cuando tenía 15 años sin mucha suerte, pero con el tiempo fue ganando mayor trascendencia en la escena electrónica. Con su primer 12" lanzado por Deep4life, John arranco su carrera profesional. Dahlback también es fundador de Pickadoll Records, un sello orientado al techno/house en los que también lanzaron producciones Zoo Brazil, Style of Eye, Sébastien Léger y Dada Life. Su sencillo más exitoso fue "Blink", lanzado en 2007, obtuvo gran repercusión en Bélgica y Francia, en donde logró ingresar en las listas musicales de mencionados países. Desde 2010, Pickadoll Records solo cambio de nombre y se convirtió en Mutants donde promovió a artistas como Lunde Bros y Nause. En ese mismo año, trabajó en conjunto con Avicii en una producción titulada Don't Hold Back, bajo el alias Jovicii.
Entre sus diversos proyectos musicales se encuentra “Beckster”, integrado junto al productor de techno David Ekenbäck y otro orientado al minimal techno bajo el alias "Hug" y conocidos como Hugg & Pepp o Dahlbäck & Dahlbäck junto a su primo y productor Jesper Dahlbäck. Desde 2010, trabaja en su proyecto alterno “MyBack” junto a su compatriota Albin Myers, donde también han realizado varios remixes.

## Discografía

### Álbumes de estudio
- 2005: Shades of a Shadow
- 2005: Man From The Fall
- 2006: At The Gun Show
- 2008: Winners & Fools

### Compilados y álbumes de mezclas
- 2005: Warsteiner Club World Club And Lounge vol.1
- 2007: Pickadoll's
- 2007: Mar T, Les Schmitz, John Dahlback : Amnesia Ibiza The Best Global Club
- 2009: Clubbers Guide Ibiza '09
- 2009: Greatest Hug's
- 2010: Mutants
- 2012: Toolroom Knights (Mixed By John Dahlbäck)
- 2012: Kill The Silence (como Demure) [descarga gratuita]
- 2013: Mutants Presents

### Sencillos y EP
- 2002: The John Dahlback EP
- 2002: Music So Sweet
- 2003: Sebastian Ingrosso & John Dahlbäck - We Got The Muzik [Stockholm Disco EP]
- 2003: Sebastian Ingrosso & John Dahlbäck - Lick My Deck [Stockholm Disco EP]
- 2003: Bedroom Acts Vol. 2
- 2003: John Dahlbäck Feat. Jon Silva – Warm Breeze
- 2003: Parken
- 2004: My Weekend EP
- 2004: Time Traveller
- 2004: Wait For Love
- 2004: My Favourite Stars
- 2005: Sugar (All You Need)
- 2005: The Bad Giant
- 2005: John Dahlbäck ft. Erika Gellermark – Nothing is For Real
- 2005: Hugge's Theme
- 2005: I'm EP
- 2005: Dancer / Who's Your Daddy?
- 2005: John Dahlbäck & Andy P – Falling In Love
- 2005: My Favourite Stars Vol. 2
- 2006: Come With Power (Power 1)
- 2006: Mark O'Sullivan & John Dahlbäck – Jagging
- 2006: Flatfoot Can't Dance
- 2006: John Dahlbäck feat. Yota – The Call
- 2006: John Dahlback Feat. Andy P – Late Night Worries
- 2006: Borderline / He Is Not
- 2007: John Dahlbäck feat. Andy P – Everywhere
- 2007: I Slide
- 2007: Blink
- 2007: Years Behind
- 2007: Power 2
  - Vitamin
  - Multipower
- 2007: Now It's Not Summer
- 2007: Don't Speak
- 2007: Hustle Up / Watch Me
- 2007: Bellybutton / Song For Djingis
- 2008: I Had A Feeling
- 2008: John Dahlback Feat. Lisa Stansfield – Monchichi
- 2008: Pyramid
- 2008: Dahlbäck & Cost – Golden Walls
- 2008: World of Love
- 2008: Dahlbäck, Díaz & Young Rebels Feat. Terri B! – Can't Slow Down (Morphine)
- 2008: John Dahlbäck Feat. Basto! – Out There
- 2009: More Than I Wanted
- 2009: John Dahlback & ATFC – Bon Bon
- 2009: Hugg & Pepp Feat. Robert Manos – Sweet Rosie
- 2009: Hugg & Pepp – Maximus EP
  - Penguini
  - I Can't Breathe
- 2009: Autumn / Valleybrook
- 2009: John Dahlback & Style of Eye – One Track Mind
- 2010: John Dahlback feat Elodie – Bingo
- 2010: Back To The Dancefloor
- 2010: Olympia / Matterhorn  [Mutants]
- 2010: Farao / Sfinx  [Mutants]
- 2010: Kairo  [Mutants]
- 2010: John Dahlback feat. Andy P – Love Inside  [Defected]
- 2010: John Dahlbäck feat. Andy P – Turn Down The Lights  [Spinnin]
- 2010: Alex Kenji & John Dahlbäck – Music Is The Feeling
- 2011: John Dahlback feat. Terri B – Flirt
- 2011: Winter EP  [Mutants]
  - Winter
  - Pour Te
- 2011: Violins Of Donau / Pesca  [Mutants]
- 2011: Musur / Monastyr
- 2011: Come Undone (con Tommy Trash & Sam Obernik)
- 2011: John Dahlbäck con Andy P – You're In My Heart  [Mutants]
- 2011: Are You Nervous  [Spinnin]
- 2011: John Dahlback & Henrik B – Senses
- 2011: John Dahlbäck Ft Erik Hassle – One Last Ride [Mutants]
- 2011: Grunge [Mutants]
- 2011: Phoenix [Toolroom]
- 2011: Overdose [Spinnin']
- 2012: Soldier [Spinnin']
- 2012: Life [Big Beat Rec]
- 2012: Start Lovin You [Spinnin']
- 2012: Take This Thing Back [Rising Music]
- 2012: Embrace Me (con Urban Cone & Lucas Nord) [Phazing]
- 2012: I Saw This Before (con Chris Lake) [Ultra]
- 2012: Living A Lie (feat. Iossa)
- 2012: Comet [Joia Records]
- 2012: Zeus [Doorn Records]
- 2012: Sing That [Toolroom]
- 2012: Panic / What's Up Now [Rising Music]
- 2012: John Dahlback & Greg Cerrone con Janice Robinson – Every Breath [Big Beat Rec]
- 2012: Get Wild [Mixmash]
- 2012: The Trip EP [Dim Mak Records]
  - The Trip
  - China Lake
  - Jackal Mackson
- 2012: Don't Be Silent (con Ron Carroll)  [Embassy Of Music]
- 2013: John Dahlback feat. Agnes – Life (Diamonds In The Dark) [Big Beat Rec]
- 2013: Michael Calfan vs. John Dahlback ft Andy P. – Let Your Mind Go [Spinnin']
- 2013: Don't Stop [Mutants]
- 2013: Nuke [Protocol]
- 2013: Cobra [Wall Rec.]
- 2013: Amedei [Mutants]
- 2013: We Were Gods (Con Urban Cone y Lucas Nord) [Ultra]
- 2013 Uh Oh! [Dim Mak Records]
  - Uh Oh
  - Walls Come Down
- 2013: Sirens [Ultra]
- 2014: John Dahlback & Benny Benassi - Blink Again [Ultra]
- 2014: Opepp [Mixmag]
- 2014: John Dahlback & Lunde Bros - Indy 500 [Mixmag]
- 2014: We Got It All (con Luciana) [Mixmag]
- 2014: Rambo [Mixmag]
- 2014: Fireflies (con Melanie Fontana) [Protocol]
- 2014: Honors (con Rebecca & Fiona) [Ultra]
- 2014: You Can Touch [Doorn]
- 2014: John Dahlback & Dash Berlin feat. Bully Songs - Never Let You Go
- 2014: Heartbeat (con Little Boots) [Musical Freedom]
- 2014: John Dahlback & Kaskade - A Little More [ID]
- 2015: John Dahlbäck feat. Olivera - Shooting Star [Armada]
- 2015: Raven [Armada]
- 2015: Atlantis [Armada]

}}

### Remixes
2014:
- John Dahlback & Benny Benassi - Blink Again (John Dahlback Remix)
- Tritonal & Paris Blohm feat. Sterling Fox - Colors

2013:
- Tony Junior & Mr Wilson - Escapade
- Ricki Lee - Come & Get In Trouble With Me
- The Aston Shuffle - Comfortable
- Little Boots - Satellite
- Luciana - U B The Bass
- David Morales feat. Tamra Keenan - 7 Days
- Felix Leiter & Marrs TV - Feel The Panic (John Dahlback Edit)
- Lazy Rich - Insomnia

2012:
- Promise Land con Georgi Kay – Emotions
- Andain – What It's Like
- Rasmus Faber & Syke'N'Sugarstarr – We Go Oh
- Dave Audé feat. Isha Coco – Something For The Weekend
- Letthemusicplay feat. UTRB – Don't Weigh Me Down
- Pet Shop Boys – Winner
- Jonathan Johansson – Stockholm
- Elen Levon – Like A Girl In Love
- Zedd – Stars Come Out
- Liquid Kaos & Kirsty Hawkshaw – Back In Time

2011:
- Lady Gaga – Marry the Night
- Sneaky Sound System – Big
- Skylar Grey – Invisible
- Rebecca & Fiona – Hard
- Nicole Scherzinger ft. 50 Cent – Right There
- Albin Myers – Faking Love (Myback Remix)
- Felix Cartal – The Joker
- Tommy Trash & Tom Piper Feat Mr Wilson – All My Friends (Myback Remix)
- Jono Fernández feat. Katrina Noorbergen – Hear Me
- Nause – Made Of
- Lady Gaga – Judas
- Foals – Spanish Sahara
- Benny Benassi feat. T-Pain – Electroman

2010:
- Massimo Massivi – Hands Up
- Tony Gómez – Tell Me (John Dahlback Quiet Remix)
- Jovicii Feat. Andy P – Don't Hold Back (John Dahlbäck & Avicii Original Mix)
- Albin Myers Feat. St. James – There 4 You (MyBack Club Mix)
- Stay Gold – Video Kick Snare (Hugg & Pepp Remix)
- Greg Cerrone Feat. Shawnee Taylor – It'll Be Alright
- Kid Massive & Jolly feat. Elliotte Williams N'Dure – Pride (A Deeper Love)
- D-Malice Feat. Rebecca Knight – Poison
- Prok & Fitch ft. Max'C – The Heat
- Miike Snow – Silvia (Hugg & Pepp Remix)

2009:
- Dennis Ferrer – Sinfonia Della Notte
- Tim Berg – Alcoholic
- Tommy Trash – My Eternity
- Julien Jabre – Vicious Circle
- DK7 – Frame Of Mind
- Mousse T. & Suzie – All Nite Long (D.I.S.C.O.)
- Francesco Díaz & Young Rebels – Destination Sunshine
- Kleerup Featuring Titiyo – Longing For Lullabies
- DCA Project – Sandcastles

2008:
- JJ Flores & Steve Smooth feat. Colette – Stay
- Mar-T – Gentleman
- Mark Knight Feat. Stephen Pickup – Susan
- Alanis Morissette – Underneath
- Discorama – Giddy Up A Go Go
- Santiago Cortés feat. Samantha Fox – Touch Me
- Mason Pres. The Benedict Files – Bermuda Triangle
- Dirty South & Paul Harris Feat Rudy – Better Day
- Basto! Feat. I-Fan – Savior
- Martin Solveig feat. Jay Sebag – C'est La Vie

2007:
- Marco Demark con Casey Barnes – Tiny Dancer
- D.O.N.S. & DBN Feat. Kadoc – The Nighttrain
- Ida Engberg – Disco Volante (Hugg & Pepp Remix)
- Robyn with Kleerup – With Every Heartbeat (Hugg & Pepp Remix)
- Henrik B feat. Terri B – Soulheaven
- Jerry Ropero feat. Cozi – The Storm
- Rouzbeh Delavari – Automaton
- Danny Freakazoid – Recordable
- Style Of Eye – H-Bomb
- Francesco Díaz And Young Rebels – Human Animal
- Moral Squad – Find It
- Frederic de Carvalho Feat. Miss Flora – Sexy DJ (Huggotron Remix)
- Magik Johnson – I Give Up
- 68 Beats – Replay The Night
- Laidback Luke feat. Stephen Granville – Hypnotize
- Mark O'Sullivan – Emission

2006:
- Vedrenn – Shift Command
- Da Hool vs Gary Bruckheimer – In The Beginning
- D.Lewis & Emix Feat. Stigma – Scariche
- Phunk Nouveaux feat. Neele Ternes – Someone
- Mar-T – Opposite Sides
- Mark Knight & Martijn ten Velden feat. E-Man – A New Reality
- DMS12 – Velvet Dreams
- Funkwerkstatt – Standwaage
- Robert M – Café de París (John Dahlbäck Espresso Mix)
- Da Fresh – Luv Doesn't Love Me
- Fedde Le Grand feat. MC Gee – Just Trippin'
- Kings Of NY aka DJ Rooster & Sammy Peralta – This Is House
- DJ Delicious – Let It Drop (John Dahlback's Huggotron Remix)
- Marc Romboy vs. Robert Owens – I Need (Hugg & Pepp Remix)
- Alexander Kowalski – Start Chasing
- Tyken feat. Awa – Every Word
- Cirez D – Knockout (John Dahlbäck At Huggeland 2006 Remix)
- My My – Butterflies & Zebras
- Lo-Fi-Fnk – Wake Up (John Dahlbäcks Beckster Rmx)
- Gideon – Basic Principles (Huggotron Remix)
- The Knife – Pass This On (Dahlback & Dahlback Mix)

2005:
- Richard Grey Pres. Brainstorm – Pissed Off
- Unai – I Like Your Style
- AC/OT – Tonight
- Psycho Radio – Call The Police
- Nitsch & Gleinser – Deuxieme
- Sharam Jey Feat. Brixx – Push Your Body
- Granite & Phunk – Fallen Love
- Luke Dzierzek – Echo
- Electronic Resistance – Human Been
- Edo Van Asseldonk – Broken
- Kalle-M – Dom (John Dahlbäck's Us Remix)
- Groove Rebels – Untight
- Suges Feat. Syreeta Neal – Always Be Your Lady (John Dahlbäck Dub Remix)
- Dibaba – Love Train (John Dahlbäck Acid Train Mix)
- Jan Francisco meets Joseph Armani – Infatuation (Hugg & Pepp Remix)

2004:
- Marc Romboy – My Love Is Systematic
- Slam feat. Tyrone Palmer – This World (Hugg And Pepp Remix)
- Eric Prydz Feat. Adeva – In & Out (Hugg & Pepp Remix)

2003:
- Basil feat. Digital Divide – Another Way